# Stardew Valley
Stardew Valley és un videojoc indie de simulació de granja desenvolupat per Eric Barone "ConcernedApe" i publicat per Chucklefish Games. El joc es va llançar, en primer lloc, per a Windows el 26 de febrer de 2016, i després per als sistemes operatius MacOS i Linux.
A Stardew Valley, el jugador pren el rol d'un personatge que es troba atrapat en un treball d'oficina i que, per escapar-ne, se'n va a viure a la granja del seu avi, la qual es troba en ruïnes. La granja està situada a Poble Pelicà. El jugador controla les accions del personatge, utilitzant energia en dur a terme accions com conrear, regar els cultius o minar, entre molts altres. El temps i l'energia emprada per realitzar les accions depenen del nivell que el personatge tingui en aquestes activitats, les quals augmenten amb el temps en repetir la tasca una vegada i una altra.
El joc també compta amb un caràcter social en què el jugador es pot relacionar amb els veïns del lloc, amb qui pot entaular amistat i fins i tot contreure matrimoni (només amb alguns dels personatges solters).

## Jugabilitat
Stardew Valley és un joc de simulació de granja inspirat en jocs com Harvest Moon. Al principi del joc, el jugador crea el seu personatge, podent triar el sexe d'aquest, el color i tipus de cabells entre d'altres. El jugador rep la granja en ruïnes que una vegada va posseir el seu avi.
El lloc sencer es troba ple de mala herba i arbres, i l'única construcció disponible és la vella casa de l'avi. La tasca del jugador és netejar la terra per a poder conrear-la i guanyar diners, que juntament amb altres materials li permetran construir altres tipus d'edificis per criar animals o construir màquines que transformen la matèria primera.
El jugador també pot interactuar amb personatges no jugables (NPC en anglès) que habiten el poble. Això deriva en alguns avantatges per al jugador, ja que els NPC ajudaran al jugador en algunes tasques de la granja i donant-li receptes de cuina.
A més de les tasques de la granja, el jugador pot pescar, cuinar, crear objectes, explorar coves i lluitar contra monstres per obtenir diferents tipus d'objectes útils. El jugador pot participar en missions secundàries per guanyar diners addicionals, o centrar-se a completar les diferents col·leccions de materials i artefactes per reparar el centre comunitari del poble i així obtenir recompenses addicionals.
La majoria de les activitats (com conrear o pescar) consumeixen energia. El jugador ha d'anar amb compte que la barra d'energia o salut no arribin a 0, ja que serà transportat a casa seva o a la clínica del poble, i en algunes ocasions pot perdre diners o objectes. Això també ocorre si el personatge es manté despert fins a les 2 de la matinada en el rellotge intern del joc. El joc utilitza un calendari simplificat; cada any té únicament quatre mesos de 28 dies cadascun i cada mes representa una estació. Depenent de l'estació, el jugador podrà conrear solament algunes llavors i algunes activitats només ocorren en una determinada estació. Més enllà del pas del temps per al control de les collites i estacions no hi ha cap data límit per completar el joc.
El joc consta d'un mode cooperatiu en el qual diversos jugadors comparteixen  una granja comuna, cosa que els permet dur a terme qualsevol tasca relacionada amb aquesta. Per exemple, un jugador pot explorar la mina mentre uns altres atenen la granja. Això permet que els jugadors es reparteixin les tasques i optimitzar el desenvolupament del seu terreny.
El joc es troba en modificació i actualització periòdica. El 21 de desembre de 2020, Eric Barone va anunciar mitjançant el seu perfil de Twitter "ConcernedApe" l'actualització 1.5.1, en què s'hi inclouen nous personatges, mapes i objectes.
Actualment, el joc es troba a la versió 1.6.1, que va ser publicada el 19 de març de 2024 per a sistemes d'ordinadors i el 4 de novembre de 2024 per a consoles. Aquesta actualització va portar molts canvis al joc, com nous festivals, roba d'hivern pels personatges, un venedor de llibres, canvis visuals i al mode multijugador, i molt més.

## Desenvolupament
Stardew Valley va ser creat completament pel dissenyador nord-americà de jocs indies Eric Barone, sota l'àlies de ConcernedApe. El 2011, Barone es va graduar de la Universitat de Washington Tacoma amb un grau d'informàtica, però no havia estat capaç d'aconseguir un treball en la indústria, per la qual cosa treballava com a acomodador al Teatre Primordial de Seattle. Barone volia millorar les seves habilitats computacionals per poder optar a un treball millor, i per això va pensar a crear un videojoc en el qual també pogués plasmar el seu costat artístic. Stardew Valley originalment va començar com un modern joc de la sèrie Harvest Moon creat per fans, ja que Barone pensava que "la sèrie s'havia desmillorat progressivament després de Harvest Moon: Back to Nature". Incapaç de trobar una substitució satisfactòria, Barone va començar creant un joc similar a la sèrie, declarant que el seu intent era "solucionar els problemes que va tenir amb Harvest Moon", ja que "cap títol de la sèrie mai va tenir res tot junt d'una manera perfecta". Barone també es va inspirar en altres jocs, incloent-hi Animal Crossing, Rune Factory, Minecraft, i Terraria, afegint les característiques vistes en aquells títols com el crafteig, la cerca, i el combat.
Inicialment, va considerar llançar el títol a Xbox Live Indie Games a causa de la facilitat de publicar en aquella plataforma, però va trobar ràpidament que el públic per al joc era molt més gran del que originalment creia. [6] Barone va anunciar el joc públicament el setembre de 2012, utilitzant el sistema Greenlight de Steam per atreure interès en el joc. Després que el títol va ser desvetllat la comunitat va mostrar un gran interès en el mateix, i Barone va començar a treballar en el títol de ple, comunicant-se amb la comunitat a través de Reddit i Twitter per actualitzar la informació sobre el seu progrés i obtenir retroalimentació i propostes. Finn Brice, director de Chucklefish Games, va contactar amb Barone i poc després d'obtenir la llum verda per al projecte en Steam, Brice va oferir la seva ajuda per poder publicar el joc. Chucklefish es va encarregar de les activitats no relacionades al desenvolupament del videojoc, tals com la creació de l'hostalatge d'una wiki.Barone va desenvolupar el joc durant quatre anys, refent-lo per complet diverses vegades. Va ser l'únic desenvolupador del joc, per la qual cosa sovint treballar en ell li ocupava 10 hores o més en un dia. Barone va crear tot el píxel art del joc i la música d'aquest, tot això alhora que programava el joc en C# utilitzant Microsoft XNA.

## Recepció
Stardew Valley va rebre opinions positives de crítics de jocs i periodistes.
Durant els primers dos mesos després del seu llançament, Stardew Valley es va convertir en un dels jocs més venuts a Steam, venent més de 400.000 còpies a través de Steam i Gog.com en dues setmanes. Per a començaments d'abril, ja havia venut més d'1 milió de còpies. Stardew Valley també compta amb una activa comunitat que cregui les seves pròpies modificacions, com a textures i característiques addicionals i substitucions per al joc així com pegats i ampliacions del joc base.